# قبة الألفية
قبة الألفية، أو كما يشار لها بالعامية باسم «القبة» فحسب، هو الاسم الأصلي لمبنى على هيئة قبة، واستخدم المبنى في الأصل للاحتفال بمعرض «تجربة الألفية»، وهو معرض ضخم للاحتفال ببداية الألفية الثالثة. يقع هذا المبنى في شبه جزيرة غرينيتش جنوب شرقي لندن، بريطانيا. ولقد أفتتح المعرض للجمهور من الأول من كانون الثاني (يناير) حتى 31 كانون الأول عام 2000. وكان المشروع والمعرض محل جدل سياسي كبير بعد أن فشل في جذب عدد الزوار المتوقع، إضافة إلى تعرضهِ للمشاكل المالية المتكررة. والمبنى معرض للهدم منذ ذلك الحين. ويقطع خط غرينتش الحافة الغربية للقبة.

## البناء

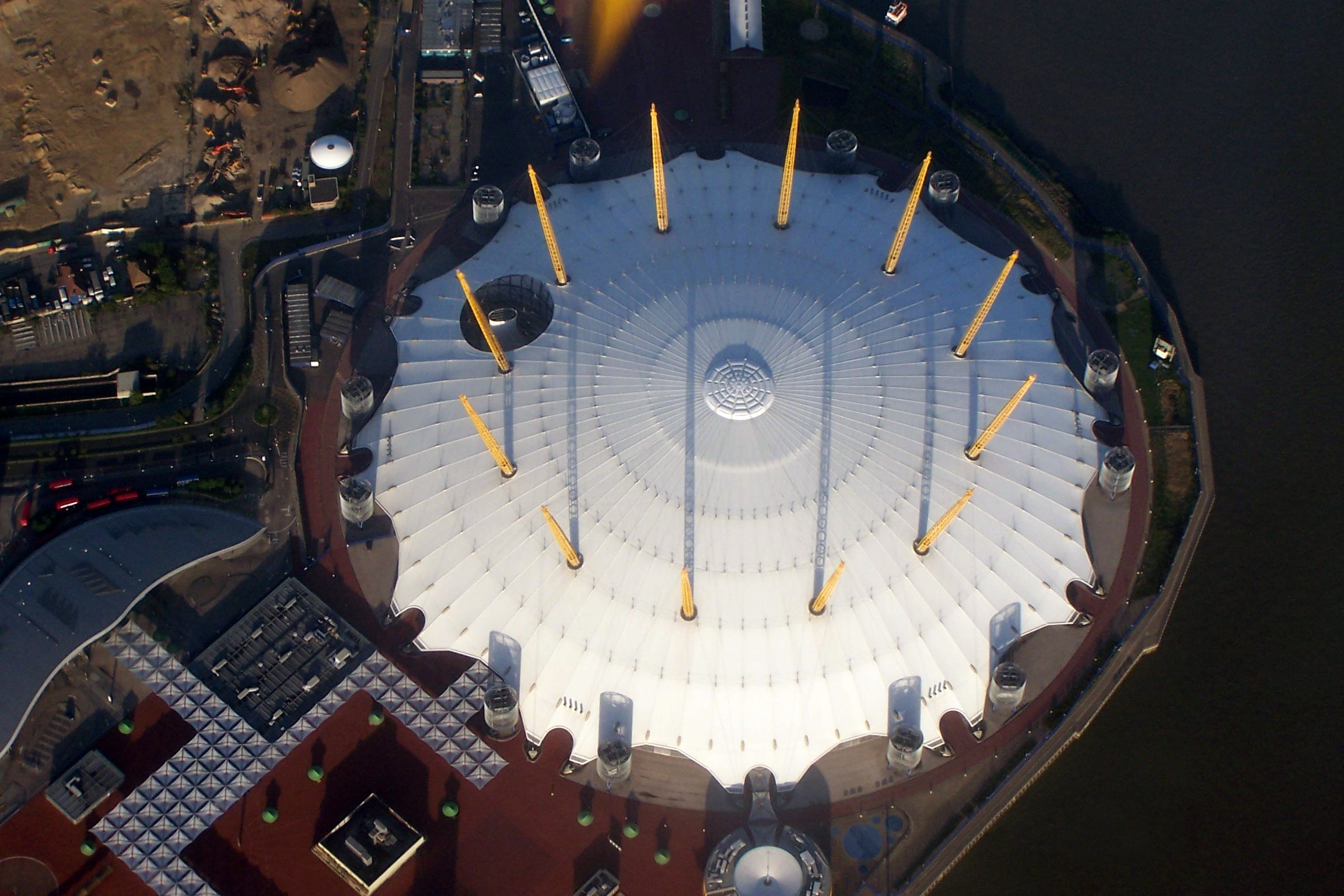
السطح كما يبدو من الجو

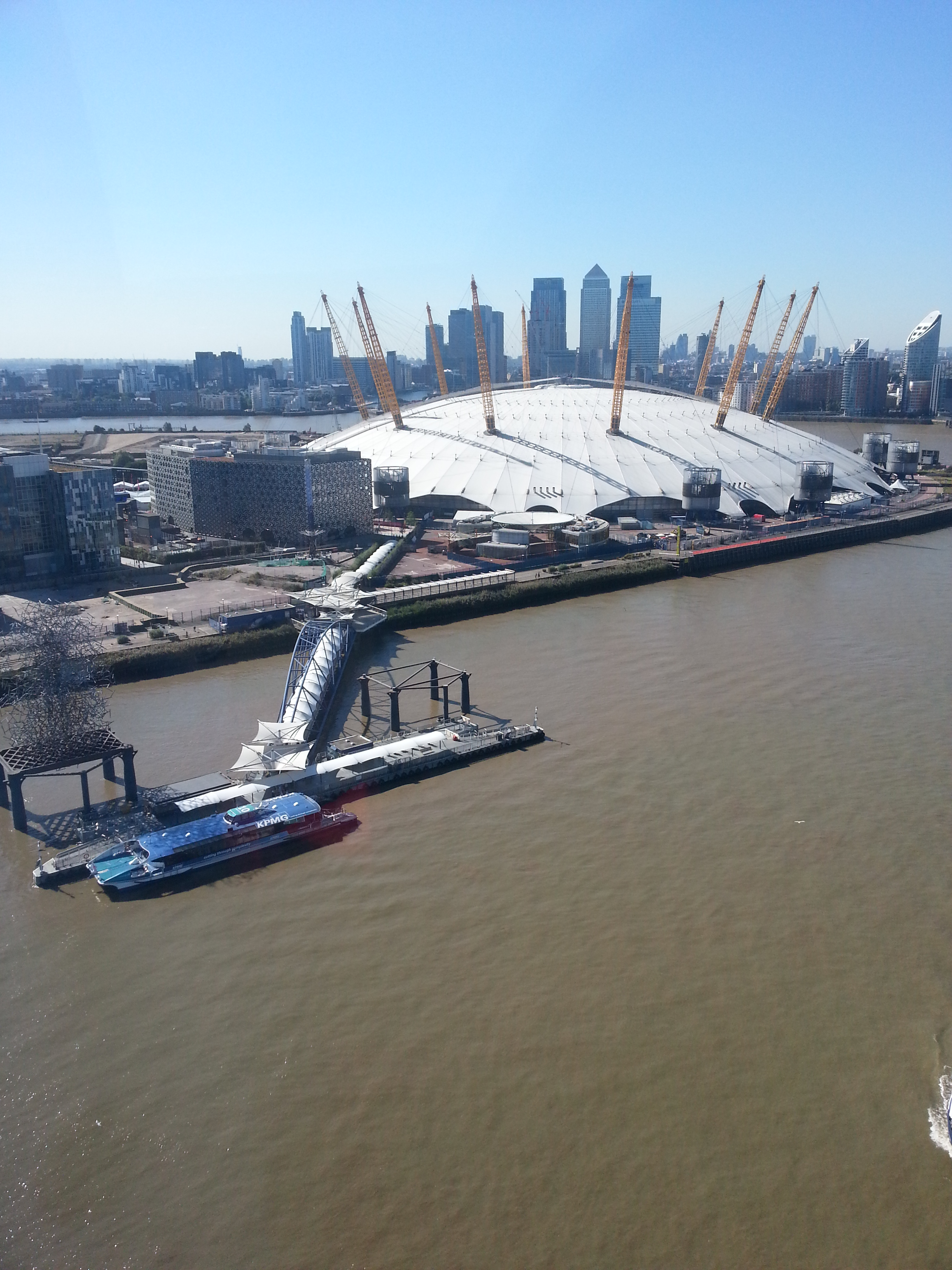
القبة وقد تم تصويرها بواسطة طيران الإمارات

تعتبر قبة الألفية الأكبر من نوعها في العالم. وتبدو القبة من الخارج كخيمة بيضاء كبيرة ذات 12 برجاً داعماً صفراء اللون، ويرمز كل برج لشهر من أشهر السنة أو يرمز إلى ساعة من ساعات النهار، لتمثل بذلك الدور الذي يلعبه خط توقيت غرينيتش. من حيث الشكل، فهي دائرية ذات قطر قدره 365 متراً، يمثل كل متر يوماً من أيام السنة، وحوافها صدفية الشكل. لقد أصبحت هذه القبة إحدى أهم معالم المملكة المتحدة، ويمكن تمييزها بسهولة في الصور التي تلتقط لمدينة لندن من الجو. وهي تذكّر بقبة ديسكفري التي بنيت عام 1951 بمناسبة مهرجان بريطانيا.
صمم القبة المعماري ريتشارد روجرز، أما المقاول فكان شركة ماك ألباين-لينج للمشاريع المشتركة. صمم هيكل البناء من قبل بورو هابولد، أما وزن هيكل السطح بأكمله فأقل من وزن الهواء الذي يحتويه البناء. على الرغم من إطلاق تصنيف قبة عليها، إلا أنها ليست بقبة بالمعنى الدقيق، كما أنها غير مدعومة ذاتياً، بل هي شبكة كوابل على هيئة قبة تدعمها الصواري. لذا سميت بخيمة الألفية استخفافاً.
بنيت القبة من قماش مُصنّع من ألياف ضوئية مدعم بمادة البولي تيترافلوروإيثيلين (PTFE)، والبلاستيك المتين المقاوم للعوامل الجوية. ويبلغ ارتفاعها عند المنتصف 52 متراً بحيث يرمز كل متر لأسبوع من أسابيع السنة.
أشار الناقد جوناثان ميديس إلى أن قبة الألفية هي عبارة عن "متحف للنفايات السامة، لكن المشروع تضمن أيضاً استصلاحاً للأراضي في شبه جزيرة غرينيتش كاملة. فقد كانت تلك الأراضي سابقاً مهجورة وتتضمن تراكمات من الحمأة السامة الناتجة عن أشغال غاز غرينتش الشرقي في الفترة ما بين عامي 1889 و 1985. ورأى نائب رئيس الوزراء ميشيل هيسلتاين أن عملية التنظيف هي استثمار من شأنه إضافة مساحات شاسعة من الأراضي المفيدة إلى العاصمة المزدحمة. وقد كان ذلك جزء من خطة أكبر لإعادة تأهيل مساحة كبيرة منخفضة الكثافة السكانية من شرقي لندن جنوب نهر التايمز، وهي المنطقة التي سميت بممر التايمز، وعرفت لاحقاً ببوابة التايمز.

## نبذة عن مشروع القبة
كان مشروع القبة قد صُمم على نطاق صغير في عهد حكومة رئيس الوزراء جون ميجر من (حزب المحافظين)، كموقع لإستضافة مهرجان بريطانيا أو معرض العالم، وذلك للاحتفال بالألفية الثالثة. ثم توسع المشروع في عهد حكومة رئيس الوزراء توني بلير المنتخبة عام 1997. وشمل التوسيع حجم الموقع ونطاق العمل والتمويل. كما زادت التوقعات حول ما يمكن أن يقدمه المشروع. فقد إدّعى توني بليز قبيل الافتتاح «أن القبة ستكون انتصاراً للثقة بدلاً من السخرية وللجرأة بدلاً من المداهنة والامتياز بدلاً من التردي». صرّح مراسل قناة بي بي سي روبرت أورتشارد «كان يجب إبراز القبة كأحد إنجازات حزب العمال الجديد في بيان الانتخابات القادمة».
كانت خطة ما بعد المعرض أن يتم تحويل القبة إلى ملعب لكرة القدم، وكان من المقرر أن يستمر في العمل لمدة 25 عاماً، وهمت إدارة نادي تشارلتون أثليتيك بأخذ هذه الخطوة، لكنها تراجعت واختارت بدلاً من ذلك إعادة تطوير الملعب الخاص بها. كما فكرت إدارة نادي فيشر أثليتيك المحلي بالانتقال إلى القبة، لكنها تعتبر صغيرة جداً من حيث استيعاب قاعدة جماهيرية. كما كان مخططاً أن تنتقل المهام التي كانت تؤديها أرينا لندن بعد إغلاقها، لكن تم النقل إلى ساحة O2.

## قاعات القبة

### قاعة العقل
منطقة أو قاعة العقل هي واحدة من أربعين قاعة من قاعات العرض الفردية في قبة الألفية، التي بُنيت في لندن بمناسبة دخول الألفية الثالثة عام 2000. قامت حديد بتصميم كل العناصر الخاصة بهذه المنطقة، والتي تشرح بدورها عمل العقل البشري. ويُوحي التصميم بطريقة عمل العقل، حيث تتداخل القطاعات الإنشائية الثلاثية المستخدمة في تنفيذ المنطقة مع بعضها ثم تنفتح لكي تخلق سطحًا مستمرًا، يسمح برحلة إنسانية عبر الفراغ، ويعرض محتوى المعرض وإنشاء العرض كفكرة واحدة. وتُوضح عناصر الثلاثة الوظائف العقلية، حيث المدخلات وعملية التفكير والناتج، من خلال رؤية منظورية وبصرية ومعروضات توضيحية ونحت، وأجهزة حاسب آلي ووسائل سمعية بصرية وعناصر تفاعلية. فيتكامل المعرض مع محتواه باستخدام مواد مصنعة، حيث صُنعت الجدران والأرضية والسقف من الزجاج مع إنشاء مشهد مصنوع من مادة الألمنيوم يشبه قرص العسل.

## ما بعد الحدث
كانت الصعوبات التي تواجهها الحكومة في بيع القبة، وما زالت، موضع اهتمام الصحافة كما طالت الانتقادات أيضاً المبلغ الذي أنفق على صيانة المبنى المغلق. فبعد إغلاقه مباشرة، صرّح اللورد فالكونير بأن تكاليف القبة فاقت مليون جنيه استرليني.

### تبدّد المعارض
بعد إغلاق القبة، تم تفكيك بعض أجزائها من قبل التنظيمات الراعية، وبيعت بعض محتوياتها في مزادات، بما في ذلك عدد من الأعمال الفنية التي قدّمها عدد من الفنانين البريطانيين المعاصرين. فقد بيعت قطعة للفنان غافين تورك بأقل من سعرها بكثير، وقد أُخذت ساعة ضبط الوقت ووضعت في منتزه «عالم تشيسنغتون للمغامرات».

### الافتتاحات المؤقتة
على الرغم من الجدل الدائر حول استغلال القبة مستقبلاً، إلا أن القبة أفتتحت مرة أخرى في شهر كانون الأول (ديسمبر) 2003، بمناسبة مهرجان «أرض العجائب الشتوية 2003»، حيث شهد هذا الحدث العديد من الفعاليات كالتزلج على الجليد، وغيره من الفعاليات الجاذبة سياحياً كاستعراضات الليزر والألعاب النارية في ليلية رأس السنة الجديدة. كما استخدمت كمكان لإقامة العديد من المهرجانات الموسيقية التي نظمها عمدة لندن ضمن شعار «إحترام».
في فترة عيد الميلاد عام 2004، استخدم جزء من القبة كملجأ للمشردين وغيرهم من المحتاجين بدلاً من أرينا لندن، وقد استضافت هذاالحدث جمعية خيرية، لكن عادت أرينا واستضافت الحدث عام 2005 بسبب أعمال إعادة الإعمار في القبة

### إعادة التطوير، وتغيير الاسم التجاري إلى O2

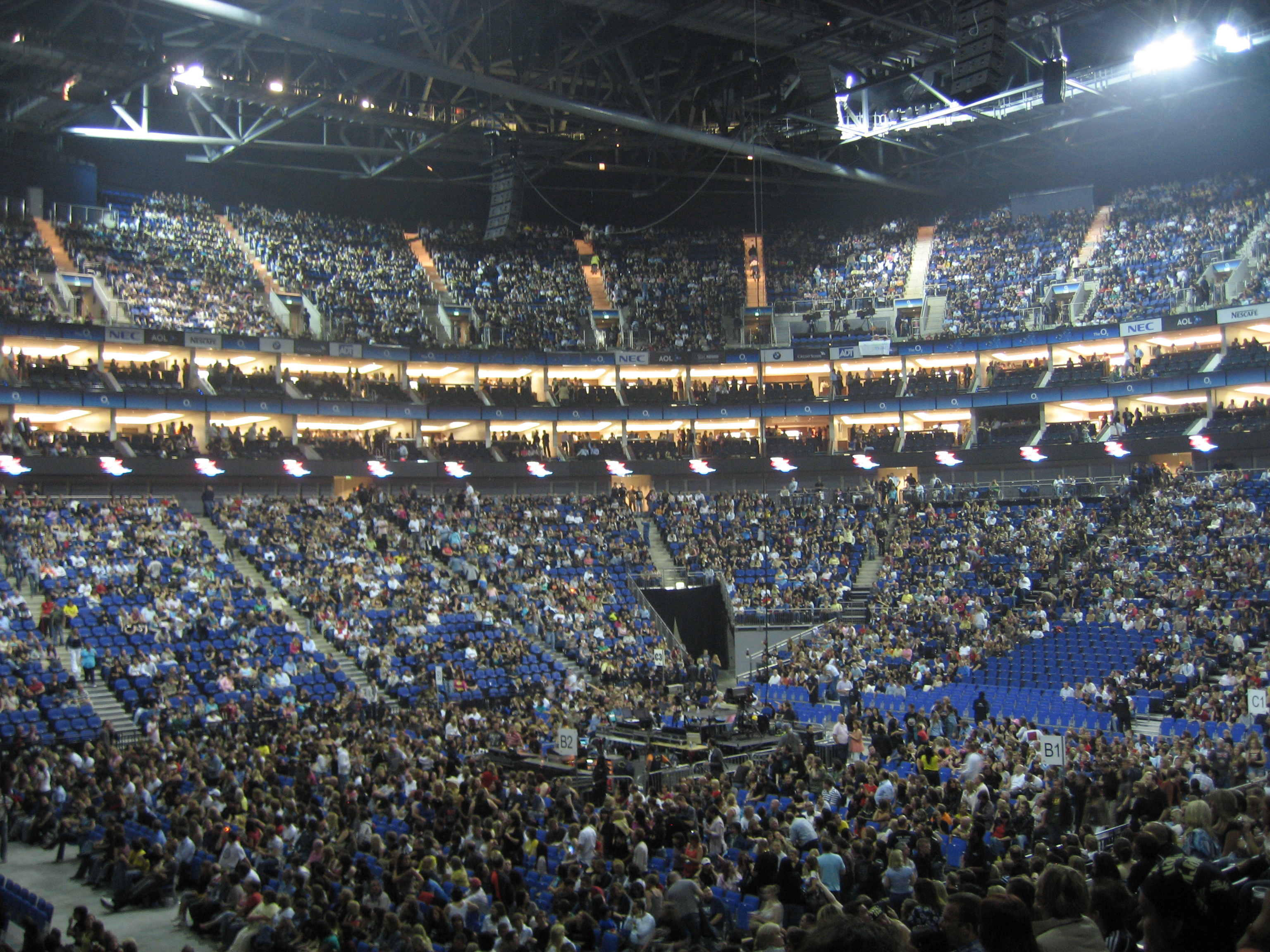
قاعة O_{2} من الداخل

بحلول أواخر عام 2000، تم تقديم اقتراح لإنشاء مجمع أعمال ذو تقنية عالية تحت سقف القبة، ما يصنع مدينة داخلية كاملة من شوارع وحدائق عامة ومبانٍ. ويعود اقتراح إنشاء مجمع الأعمال الأصلي إلى عام 1996، أي قبل إعداد خطط قبة الألفية.
في كانون الأول (ديسمبر) عام 2001، أعلن أن الحكومة اختارت شركة ميريديان دلتا المحدودة لتطوير القبة باعتبارها مجمعاً رياضياً ومركز ترفيه، بما في ذلك تطوير المساكن والمباني والمتاجر والمكاتب المحيطة بالأرض حتى مسافة 150 أكر (0.61 كـم2).
أعلن عن تغيير اسم القبة رسمياً إلى O2 في 31 أيار (مايو) 2005 ضمن صفقة مع شركة O2 للاتصالات تبلغ 6 ملايين جنيه استرليني سنوياً وهي الآن شركة تابعة لشركة تليفونيكا أوروبا. وقد كان هذا الإعلان بمثابة إعلان عن إعادة تطوير كبيرة للموقع، كما هدف إلى تحويل القبة إلى منطقة ترفيهية بما في ذلك ساحة داخلية مغطاة وصالة ساونا وقاعة موسيقى وسينما ومساحة معارض ومطاعم وحانات. بلغت تكلفة إعادة التطوير التي قام بها المالك الجديد «مجموعة أنتشتز للترفيه» حوالي 600 مليون جنيه استرليني، وافتتح الموقع للجمهور في 34 حزيران (يونيو) 2007 بحفل موسيقي أحيته فرقة بون جوفي.
في الألعاب الأولمبية الصيفية 2012، أقيمت فعاليات مسابقات الجمباز الفني وفعاليات توزيع ميداليات مسابقات كرة السلة في قاعة O2.

## روابط خارجية
- منظر جوي لقبة الألفية خرائط غوغل
- قبة الألفية  على موقع ستركتر

- قبة الألفية، مجموعة - مجموعة فردية من نماذج قبة الألفية.
- صور من أعلى الأرض (1997-2000) O2MillenniumDome.co.uk - موقع سابق لقبة الألفية يتمضن صوراً لأعمال الإنشاءات الأولى من حفريات وبناء
- قبة الألفية، لندن استعراضات بول -رؤية بانورامية للقبة الداخلية خلال معرض 2000]
- العرض المركزي في قبة الألفية Stagelink.com — صور ما وراء الكواليس من البناء وبروفات العروض